# (5586) 1990 RE6
(5586) 1990 RE6 (1990 RE6, 1949 JA, 1968 QS1, 1971 KA1, 1979 OG13, 1979 QE8, 1980 XK3, 1986 NE) — астероїд головного поясу, відкритий 9 вересня 1990 року.
Тіссеранів параметр щодо Юпітера — 3,525.